# بن بروس بلاکنی
بن بروس بلاکنی (انگلیسی: Ben Bruce Blakeney; ۳۰ ژوئیهٔ ۱۹۰۸ – ۴ مارس ۱۹۶۳) وکیل اهل ایالات متحده آمریکا که در طول جنگ جهانی دوم در جبهه اقیانوس آرام خدمت می‌کرد. وی بیشتر به خاطر کار در دفاع در دادگاه توکیو شناخته شده‌است.